# Pitié pour les femmes
Pitié pour les femmes est le deuxième volume, paru en 1936, de la série Les Jeunes Filles d'Henry de Montherlant.
Cette série est composée de quatre volumes dans l'ordre suivant :
1. Les Jeunes Filles
2. Pitié pour les femmes
3. Le Démon du bien
4. Les Lépreuses